# EMI Classics
Pour les articles homonymes, voir EMI.
EMI Classics est un label discographique britannique, filiale de EMI Group, actif entre 1990 et 2013.

## Histoire
Comme son nom l'indique, cette filiale se consacrait uniquement à la musique classique. Disposant d'une grande banque d'enregistrements, avec de grands noms comme Maria Callas, Herbert von Karajan, Otto Klemperer, Yehudi Menuhin, Daniel Barenboim, ou plus récemment Simon Rattle, EMI Classics republiait régulièrement des enregistrements historiques. Elle publiait également les enregistrements des plus grandes personnalités de la musique classique. C'était l'un des principaux éditeurs sur le marché de la musique classique avant sa disparition en 2013. Le catalogue de cette défunte maison de disques appartient désormais à Warner Classics.
Avec la vente d'EMI Music Group à Universal Music Group en 2012, les régulateurs européens ont forcé Universal Music Group à se séparer d'EMI Classics, qui a été exploité avec d'autres actifs européens d'EMI à céder sous le nom de Parlophone. Label Group En février 2013, Universal Music Group a vendu le Parlophone Label Group, incluant EMI Classics et Virgin Classics, à Warner Music Group. L'Union européenne approuve l'accord en mai, et Warner Music Group prend le contrôle du label le 1er juillet. Il est ensuite annoncé que la liste des artistes et le catalogue d'EMI Classics seraient absorbés par le label Warner Classics et que Virgin Classics serait absorbé par Erato,.

## Groupes et artistes
- Aldo Ciccolini
- Alexis Weissenberg
- André Cluytens
- André Previn
- Angela Gheorghiu
- Barbara Hendricks
- Bernard Haitink
- Carlo Maria Giulini
- Christa Ludwig
- Cyprien Katsaris
- Daniel Barenboim
- David Oïstrakh
- Dietrich Fischer-Dieskau
- Dinu Lipatti
- Elisabeth Schwarzkopf
- Emmanuel Pahud
- Georges Cziffra
- Georges Prêtre
- Herbert von Karajan
- Ian Bostridge
- Itzhak Perlman
- Jacqueline du Pré
- Janet Baker
- John Barbirolli
- José van Dam
- Chœur du King's College
- Leif Ove Andsnes
- Mady Mesplé
- Maria Callas
- Mariss Jansons
- Martha Argerich
- Maurice André
- Michel Plasson
- Mstislav Rostropovitch
- Nicolai Gedda
- Nigel Kennedy
- Otto Klemperer
- Pablo Casals
- Paul Tortelier
- Plácido Domingo
- Quatuor Alban Berg
- Riccardo Muti
- Roberto Alagna
- Rudolf Kempe
- Sabine Meyer
- Samson François
- Sarah Chang
- Sergiu Celibidache
- Simon Rattle
- Sir Neville Marriner
- Stephen Kovacevich
- Thomas Beecham
- Thomas Hampson
- Victoria de los Ángeles
- Wilhelm Furtwängler
- Wolfgang Sawallisch
- Yehudi Menuhin
- Ravi Shankar